# Amblyopinae
Az Amblyopinae a csontos halak (Osteichthyes) főosztályának sugarasúszójú halak (Actinopterygii) osztályába, ezen belül a sügéralakúak (Perciformes) rendjébe és a gébfélék (Gobiidae) családjába tartozó alcsalád.
Az Amblyopinae alcsaládba 13 nem és 34 faj tartozik.

## Rendszerezés
Az alcsaládba az alábbi 13 nem tartozik:
- Amblyotrypauchen Hora, 1924 - 1 faj
  - Amblyotrypauchen arctocephalus (Alcock, 1890)
- Brachyamblyopus Bleeker, 1874 - 1 faj
  - Brachyamblyopus brachysoma (Bleeker, 1854)
- Caragobius Smith & Seale, 1906 - 3 faj
- Ctenotrypauchen Steindachner, 1867 - 1 faj
  - Ctenotrypauchen chinensis Steindachner, 1867
- Gymnoamblyopus Murdy & Ferraris, 2003 - 1 faj
  - Gymnoamblyopus novaeguineae Murdy & Ferraris, 2003
- Karsten Murdy, 2002 - 1 faj
  - Karsten totoyensis (Garman, 1903)
- Odontamblyopus Bleeker, 1874 - 5 faj
- Paratrypauchen Bleeker, 1860 - 1 faj
  - Paratrypauchen microcephalus (Bleeker, 1860)
- Pseudotrypauchen Hardenberg, 1931 - 1 faj
  - Pseudotrypauchen multiradiatus Hardenberg, 1931
- Taenioides (Lacepède, 1800) - 13 faj
- Trypauchen Valenciennes in Cuvier & Valenciennes, 1837 - 2 faj
- Trypauchenichthys Bleeker, 1860 - 3 faj
- Trypauchenopsis Volz, 1903 - 1 faj
  - Trypauchenopsis intermedia Volz, 1903